# Lofer
Lofer è un comune austriaco di 2 031 abitanti nel distretto di Zell am See, nel Salisburghese; ha lo status di comune mercato (Marktgemeinde). Nel 1939 aveva inglobato i comuni soppressi di Sankt Martin bei Lofer e Weißbach bei Lofer, tornati autonomi nel 1946.